# Малко-Село
Малко-Село (болг. Малко село) — село в Болгарии. Находится в Сливенской области, входит в общину Котел. Население составляет 596 человек.

## Политическая ситуация
В местном кметстве Малко-Село, в состав которого входит Малко-Село, должность кмета (старосты) исполняет Хюсеин Халил Дурасы (коалиция партий: национальное движение «Симеон Второй» (НДСВ) и движение «За права и свободы» (ДПС)) по результатам выборов правления кметства.
Кмет (мэр) общины Котел — Христо Русев Киров (коалиция партий: национальное движение «Симеон Второй» (НДСВ) и движение «За права и свободы» (ДПС)) по результатам выборов в правление общины.